# Слаппендел, Ирис
Ирис Слаппендел (нидерл. Iris Slappendel, род. 18 февраля 1985, Аудеркерк-ан-ден-Эйссел, Южная Голландия) — нидерландская шоссейная велогонщица.

## Карьера
В 2012 году она выиграла гонку Опен Воргорда RR, предпоследний этап женского мирового шоссейного кубка UCI. За свою карьеру Слаппендел одержала в общей сложности пять побед в гонках UCI, включая Гран-при коммуны Корнаредо и этапы Тура Тюрингии, Стер Зеувс Эйанден и Рут де Франс феминин.
В сентябре 2014 года Слаппендел объявила, что присоединится к команде Bigla Pro Cycling Team на сезон 2015 года. После одного сезона она перешла в UnitedHealthcare, участвуя в гонках в основном в Северной Америке. В сентябре 2016 года она объявила о своем уходе из профессиональных соревнований, выиграв свою последнюю гонку, Gateway Cup, в начале того же месяца.

## Личная жизнь
Вне велоспорта она работает внештатным дизайнером и выиграла конкурс на разработку новых маек для лидеров сезонных классификаций женского мирового шоссейного Кубка UCI, которые использовались с сезона 2014 года. После завершения спортивной карьеры Слаппендел продолжила свою карьеру дизайнера и открыла собственный бизнес по разработке и производству велоодежды. Ранее представлявшая женщин-велогонщиц в Комиссии спортсменов UCI с 2015 по 2017 годы, Слаппендел теперь посвящает своё время Альянсу велосипедистов в качестве исполнительного директора.

## Достижения
2006
3-я на Стер Зеувс Эйанден
2007
8-я на Чемпионате Нидерландов — групповая гонка
2008
5-я на Чемпионате Нидерландов — индивидуальная гонка
9-я на Стер Зеувс Эйанден
10-я на Peperbus Profspektakel
2009
2-я на Блауэ Стад TTT
3-я на Опен Воргорда TTT
3-я на Гран-при Эльзи Якобс
4-я на Хроно Шампенуа
8-я на Чемпионате Нидерландов — индивидуальная гонка
9-я на Holland Ladies Tour
9-я на Омлоп ван Борселе
2010
Опен Воргорда TTT
2-я на Стер Зеувс Эйанден
3-я на Холланд Хилс Классик
5-я на Чемпионате Нидерландов — индивидуальная гонка
6-я на Омлоп дор Миддаг-Хюмстерланд
Тур Тюрингии
8-я в генеральной классификации
6-й этап
10-я на Омлоп Хет Ниувсблад
10-я на Туре Дренте
2011
3-я на Женском Туре Катара
3-я на Опен Воргорда
4-я на Чемпионате Нидерландов — индивидуальная гонка
6-я на Стер Зеувс Эйанден
7-я на Трофи д’Ор
7-я на Опен Воргорда
8-я на 7-Дорпеномлоп Албург
9-я на Омлоп ван Борселе
2012
Гран-при коммуны Корнаредо
Опен Воргорда
3-я на Чемпионате Нидерландов — индивидуальная гонка
10-я на Чемпионате Нидерландов — групповая гонка
3-я на Опен Воргорда TTT 2012
4-я на Чемпионате мира — командная гонка
Стер Зеувс Эйанден
1-я в генеральной классификации
пролог
6-я на Энергивахт Тур
6-я на Эрондегемсе Пейл
6-я на 7-Дорпеномлоп Албург
2013
2-я на Гран-при Доттиньи
3-я на Гойк — Герардсберген — Гойк
8-я на Чемпионате Нидерландов — индивидуальная гонка
8-я на Трофи д’Ор
8-я на Энергивахт Тур
2014
Женский мировой шоссейный кубок UCI — спринтерский рейтинг
 Чемпионат Нидерландов — групповая гонка
7-й этап на Рут де Франс феминин
8-я на Ронде ван Оверэйссел
10-я на Тур Катара
10-я на Туре Дренте
2015
8-я на Гент — Вевельгем
2016
Gateway Cup

## Рейтинги
| Год                 | 2009 | 2010 | 2011 | 2012 | 2013 | 2014 | 2015  | 2016  |
| ------------------- | ---- | ---- | ---- | ---- | ---- | ---- | ----- | ----- |
| Мировой рейтинг UCI | 61-й | 39-й | 50-й | 33-й | 76-й | 76-й | 215-й | 486-й |
| Мировой кубок UCI   | -    | -    | -    | 7-й  | -    | -    | -     |       |
|                     |      |      |      |      |      |      |       |       |
| Источник: UCI       |      |      |      |      |      |      |       |       |